# Octavio Vidales
Octavio Vidales (2 aprile 1965) è un ex calciatore peruviano, di ruolo difensore.